# Dorpskerk van Peckatel
De Dorpskerk van Peckatel in de gemeente Plate (Mecklenburg-Voorpommeren) is de kleinste vakwerkkerk in Mecklenburg. Het kerkje met een driezijdig gesloten koor werd in het jaar 1692 gebouwd. Aan de westelijke kant is een lage, houten toren met zadeldak aangebouwd. De planken van de toren zouden afkomstig zijn van de voorganger. Het dak is bedekt met beverstaart dakpannen. Het kerkgebouw wordt door een voormalig kerkhof omgeven met een oud bomenbestand. Vroeger was het kerkje alleen op 23 november geopend, op de dag van boetedoening en gebed (Buß- und Bettag).

## Geschiedenis
Tijdens de Dertigjarige Oorlog werd de voorganger van de huidige kerk verwoest. Die kapel werd voor dopen en begrafenissen gebruikt en moet ten minste reeds in 1596 hebben bestaan.
De huidige kapel werd in het jaar 1692 gebouwd. Oorspronkelijk waren de muren inclusief de vakwerkbalken wit gekalkt. Buiten het altaar ontbrak verder een inventaris.
Pastor Christian Aeschen (1681-1751) ontwierp het huidige altaar en de kansel met de biechtstoel, die door de lokale timmerman Stahl werden vervaardigd.
De in toenemende mate in verval geraakte kapel werd tussen 1934-1948 voor het noodzakelijke gerenoveerd, zonder de oorzaak van het verval aan te pakken. Pas in de jaren 1970-1971 werd er gewerkt aan een blijvend herstel van de kerk. Het door vocht en rotting aangetaste fundament werd blootgelegd en vervangen door beton. Door de bouwmaatregelen verloor het interieur aan hoogte, waardoor het altaar en de kansel moesten worden ingekort.
In 1995 werd elektrische zetelverwarming ingebouwd. Omdat er sinds 1996 maandelijks erediensten plaatsvinden, wordt de vroegere kapel tegenwoordig als dorpskerk aangemerkt.
In de jaren 2005-2006 volgde de restauratie van het interieur.

## Kansel en biechtstoel
De kansel en de biechtstoel vormen een samenhangende eenheid. In de velden van de biechstoelwand zijn twee beschilderde panelen aangebracht met bijbehorende Bijbelteksten. Het linker schilderij toont Mozes met de stenen tafelen op de Sinaï met de vermanende woorden Verflucht sei, wer nicht alle Worte dieses Gesetzes erfüllt, dass er darnach tue (Deuteronomium 27:11-26). Het rechter schilderij betreft Johannes de Doper met het Lam Gods en daarboven de tekst Siehe das ist Gottes Lamm, welches der Welt Sünde trägt (Johannes 1:29).
Meer Bijbelteksten en een door de kunstenaar zelf geformuleerde tekst volgen boven de toegang en langs de trap van de kansel. De kuip van de kansel toont de vier evangelisten met hun symbolen. Op de rugwand is een schilderij aangebracht van Christus als wereldheerser. Een duif als het symbool van de Heilige Geest is op het plafond van het klankbord geschilderd. Op de rand van het klankbord is de tekst Heilig, heilig ist der Gott Zebaoth, alle Lande sind seiner Ehre voll (Jesaja 6:3) aangebracht.

## Altaar
Boven de altaartafel bevindt zich een omlijst schilderij van het Laatste Avondmaal. Het schilderij wordt geflankeerd door zuilen met korinthische kapitelen. Boven het altaarbeeld zijn in een kleine ovale omlijsting drie Bijbelse scènes geschilderd: graflegging, opstanding en hemelvaart. De altaartafel is voorzien van citaten uit de Bijbel die zich richten aan gelovigen die deelnemen aan het avondmaal.